# トリフルオロヨードメタン
トリフルオロヨードメタン(Trifluoroiodomethane)は、化学式CF3Iのハロメタンである。ブロモトリフルオロメタンの代替として研究されている。飛行中の航空機や電子機器の火災のためのガス系消火器に用いられる。

## 化学
ロジウム触媒のα,β-不飽和ケトンのトリフルオロメチル化に用いられる。
日光下か100℃を超える場所では、水と反応してフッ化水素、ヨウ化水素、フッ化カルボニル等の有害な副産物を生じる。

## 環境への影響
炭素、フッ素、ヨウ素原子を含む。ヨウ素は、塩素に比べ、成層圏のオゾン層破壊効果が数百倍も強いが、弱い炭素-ヨウ素結合は、水の影響ですぐに壊れてしまうため、トリフルオロヨードメタンのオゾン層破壊能は、ブロモトリフルオロメタンの1000分の1以下である。大気中での寿命は、ブロモトリフルオロメタンの1%以下で、火山から形成される塩化水素よりも短い、1か月以下である。しかし、炭素-フッ素結合自体が赤外線を吸収しやすく、分解後も非常に効率的な温室効果ガスとして振る舞う。

## 関連文献
- Iodotrifluoromethane: Toxicity Review (2004)